# Lacu Babei
Lacu Babei – wieś w Rumunii, w okręgu Vaslui, w gminie Bogdana. W 2011 roku liczyła 333 mieszkańców.